# Robert Mills (aviron)
Pour les articles homonymes, voir Robert Mills et Mills.
Robert Mills, né le 9 décembre 1957 à Halifax, est un rameur d'aviron canadien.

## Palmarès

### Jeux olympiques
- 1984 à Los Angeles
  -  Médaille de bronze en skiff

### Championnats du monde
- 1985 à Willebroek
  -  Médaille d'or en quatre de couple
- 1986 à Nottingham
  -  Médaille de bronze en quatre de couple
- 1987 à Copenhague
  -  Médaille de bronze en quatre de couple